# Build (conferentie)
//BUILD/ (ook bekend als Build Windows, Microsoft Build, vanaf dit punt Build) is een jaarlijkse conferentie van Microsoft die georganiseerd wordt sinds 2011. De conferentie wordt door Microsoft vooral gebruikt voor het aankondigen van nieuwe versies van Windows, Windows Phone, Edge en Visual Studio.

## Jaargangen

### 2011
Build 2011 was de eerste conferentie. De conferentie begon op 13 september 2011 en duurde tot 16 september 2011. Op de conferentie werd de eerste Windows 8-alphaversie, de Windows Developer Preview, aangekondigd. Samen met Internet Explorer 10 Preview en Visual Studio 2012 Preview.

### 2012
Build 2012 startte op 30 oktober 2012 en eindigde op 2 november 2012. Het is de eerste en enige Build-conferentie die geen nieuwe producten introduceerde. In plaats daarvan lag de focus bij het ontwikkelen voor Windows 8, Windows Phone 8 en Internet Explorer 10 met Visual Studio 2012.

### 2013
Build 2013 vond plaats in de zomer, in tegenstelling tot zijn voorgangers, welke in de herfst plaatsvonden. De conferentie duurde van 26 juni 2013 tot 28 juni 2013. De derde editie van de conferentie werd aangevat om Windows 8.1 Preview, Internet Explorer 11 Preview en Visual Studio 2013 beta voor te stellen.

### 2014
Build 2014 begint nog vroeger dan Build 2013. In plaats van de zomer, start Build in 2014 in de lente. De conferentie nam plaats van 2 april 2014 tot 4 april 2014. Build 2014 legde de focus vooral op Windows Phone 8.1 en Cortana. Ook werd de Windows 8.1 Update 1 aangekondigd en werd er bekendgemaakt dat een nieuw startmenu naar Windows zou komen. Verder werden ook de eerste nieuwe features voor Internet Explorer 12 bekendgemaakt.

### 2015
Op 16 oktober 2014 kondigde Microsoft aan dat Build 2015 zou plaatsvinden van 29 april 2015 tot 1 mei 2015. De focus zou worden gelegd op het consumenten- en ontwikkelaarsgedeelte van het werk dat gedaan wordt aan Windows 10, de opvolger van Windows 8.1 en Windows Phone 8.1. Microsoft praatte over:
- Visual Studio Code voor Windows, OS X en Linux
- Visual Studio 2015
- Microsoft Azure
- Windows 10
- Windows 10 Mobile
- Microsoft Office